# Македонія на Чемпіонаті світу з водних видів спорту 2015
Македонія взяла участь у Чемпіонаті світу з водних видів спорту 2015, який пройшов у Казані (Росія) від 24 липня до 9 серпня.

## Плавання на відкритій воді
Один македонський спортсмен кваліфікувалися на змагання з плавального марафону на відкритій воді.
| Спортсмен        | Дисципліна       | Час       | Місце |
| ---------------- | ---------------- | --------- | ----- |
| Євгеній Поп Ачев | 25 км (чоловіки) | 5:04:43.4 | 14    |

## Плавання
Македонські плавці виконали кваліфікаційні нормативи в дисциплінах, які наведено в таблиці (не більш як 2 плавці на одну дисципліну за часом нормативу A, і не більш як 1 плавець на одну дисципліну за часом нормативу B):
Чоловіки
| Спортсмен       | Дисципліна       | Попередній заплив | Попередній заплив | Півфінал        | Півфінал        | Фінал           | Фінал           |
| Спортсмен       | Дисципліна       | Час               | Місце             | Час             | Місце           | Час             | Місце           |
| --------------- | ---------------- | ----------------- | ----------------- | --------------- | --------------- | --------------- | --------------- |
| Марко Блажевскі | 200 м комплексом | 2:04.79           | 33                | Завершив виступ | Завершив виступ | Завершив виступ | Завершив виступ |
| Марко Блажевскі | 400 м комплексом | 4:25.57           | 33                | Н/Д             | Н/Д             | Завершив виступ | Завершив виступ |

Жінки
| Спортсменка           | Дисципліна           | Попередній заплив | Попередній заплив | Півфінал         | Півфінал         | Фінал            | Фінал            |
| Спортсменка           | Дисципліна           | Час               | Місце             | Час              | Місце            | Час              | Місце            |
| --------------------- | -------------------- | ----------------- | ----------------- | ---------------- | ---------------- | ---------------- | ---------------- |
| Анастасія Богдановскі | 100 м вільним стилем | 56.12             | 35                | Завершила виступ | Завершила виступ | Завершила виступ | Завершила виступ |
| Анастасія Богдановскі | 200 м вільним стилем | 2:01.28           | 35                | Завершила виступ | Завершила виступ | Завершила виступ | Завершила виступ |